# Église Saint-Cast de Saint-Cast
L'église Saint-Cast est l'église principale de la ville de Saint-Cast-le-Guildo en Bretagne dans les Côtes-d'Armor. Elle dépend de la paroisse de Matignon du diocèse de Saint-Brieuc et Tréguier. Elle est dédiée à saint Cast (sanctus Castus), moine irlandais du VIe siècle, disciple de saint Jacut, venu évangéliser la Bretagne armoricaine. 

## Histoire et description
L'église de style néo-gothique, construite en 1897-1899, est bénite en 1899 et consacrée le 21 août 1932, remplaçant une ancienne église trop petite et délabrée près du presbytère (démolie en 1913), qui autrefois dépendait des moines de Saint-Jacut. Elle est bâtie selon les plans de l'architecte Ernest Le Guerranic (1831-1915),. De plan en croix latine, elle comprend une nef et cinq travées avec bas-côtés. Une haute flèche s'élève au-dessus du clocher.
À l'intérieur l'on peut remarquer un étrange bénitier du XVIe siècle (classé monument historique à titre objet en 1994) orné de grotesques, ainsi que des statues de saint Clément et de saint Cado du XVIIe siècle. Le vitrail situé dans le bras nord du transept qui évoque la bataille de Saint-Cast, date de 1920 ; il montre le duc d'Aiguillon s'entretenant avec le marquis de Broc sous la protection de la Vierge, escortée par des anges. L'orgue de 1850 a été restauré en 1999.
La messe dominicale y est célébrée à 10 h 30.

## Illustrations

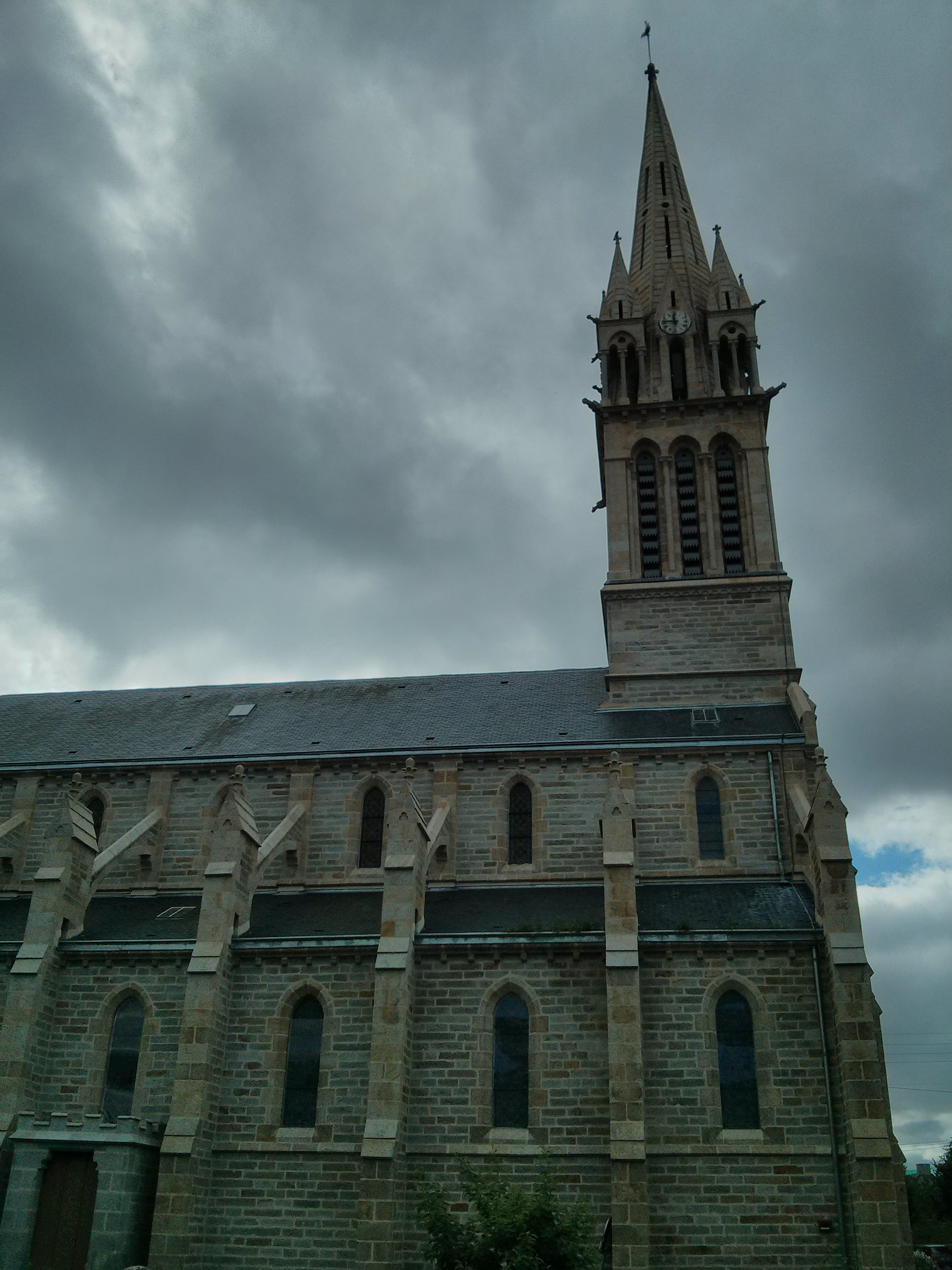
Côté Nord
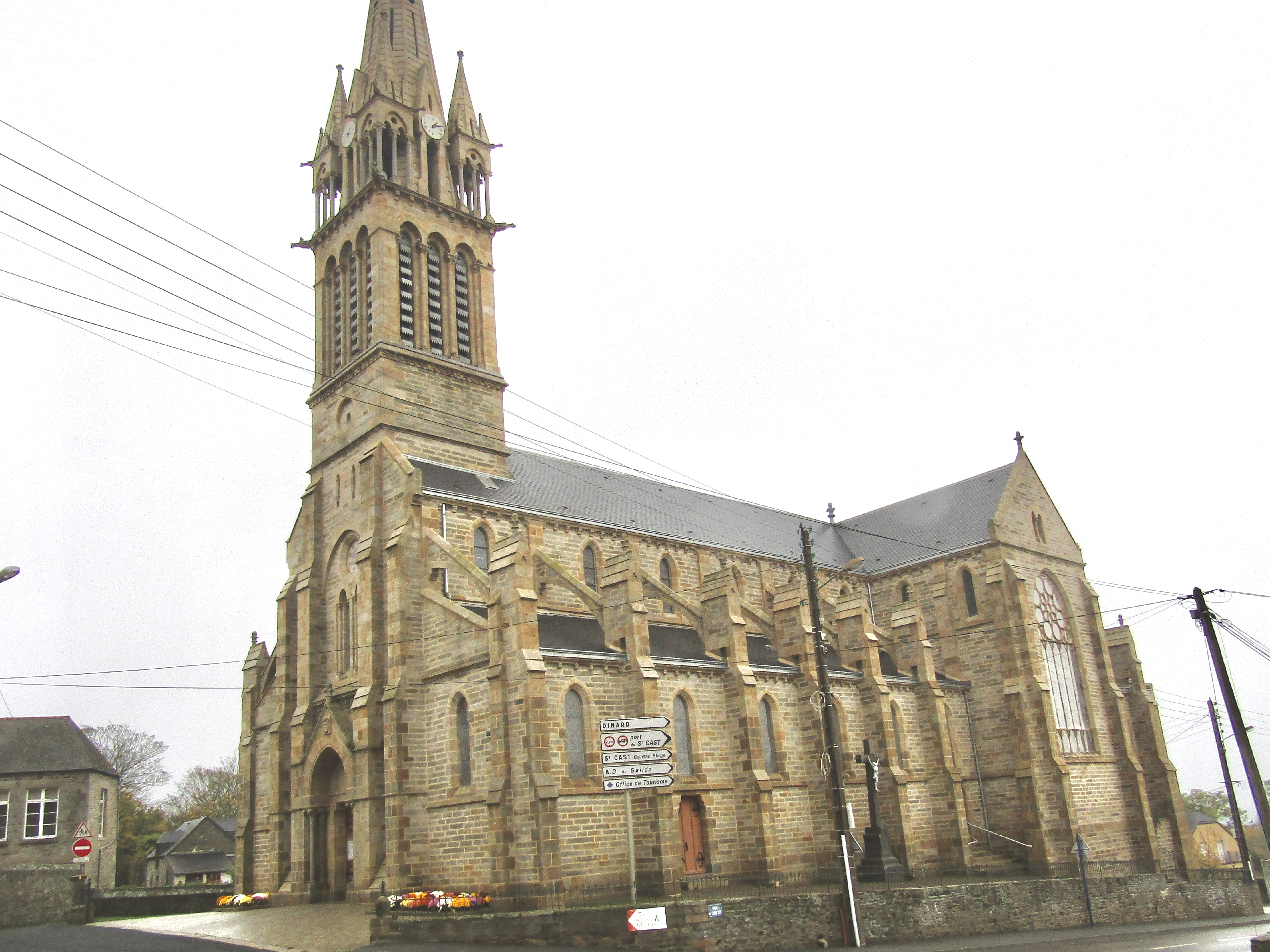
Vue de l'église
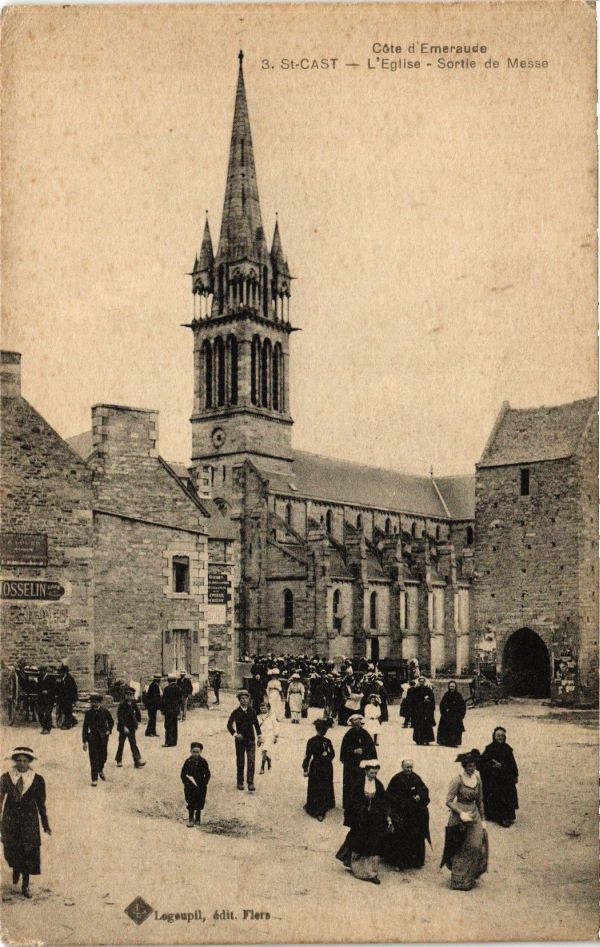
Sortie de messe en 1910
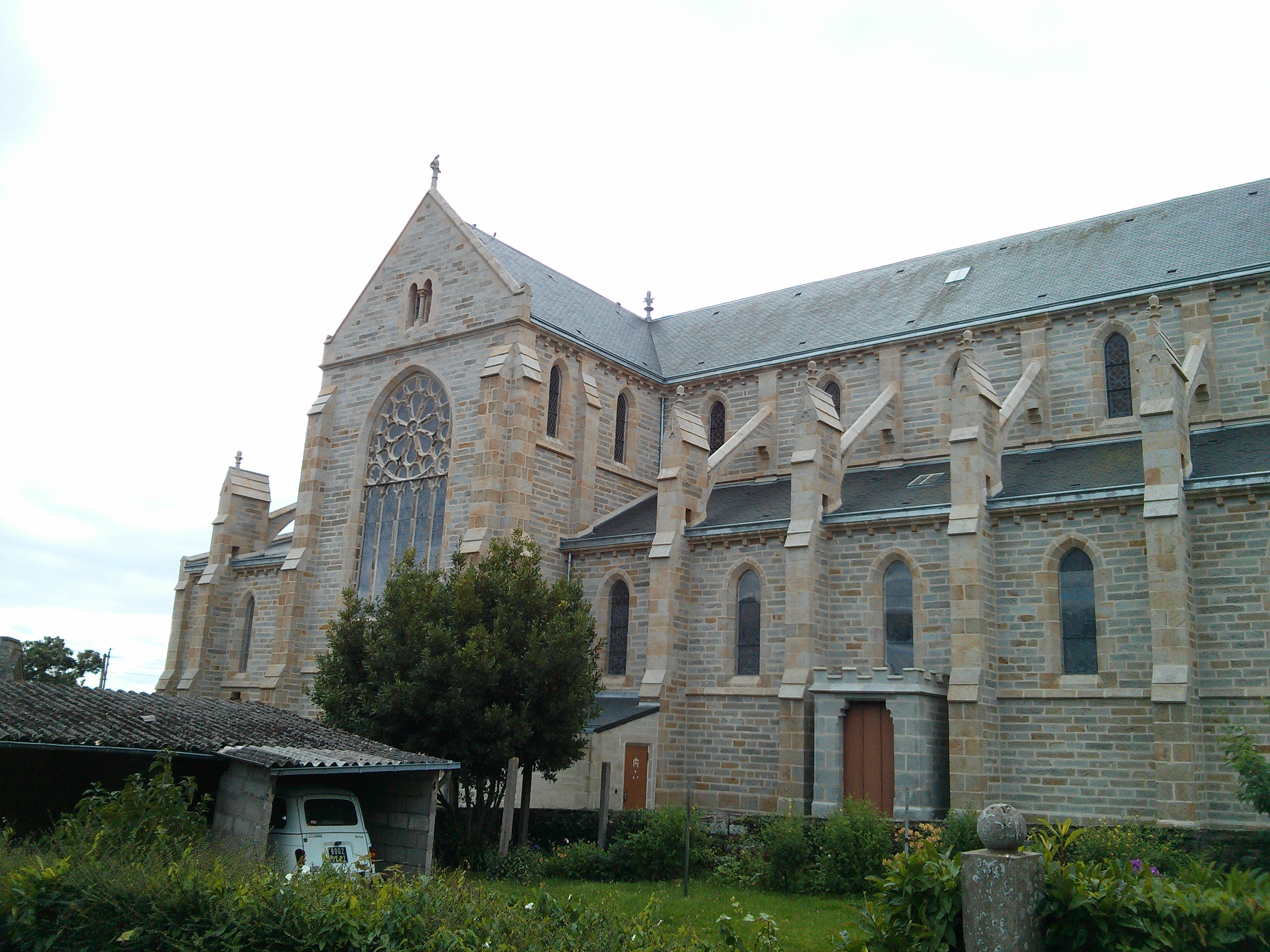
Vue de côté